# يانوش ماجوسكي
يانوش ماجوسكي (مواليد 29 يناير 1940) هو مبارز بالسيف بولندي، مثّل بلاده في الألعاب الأولمبية الصيفية 1972.

## روابط رياضية
يانوش ماجوسكي على موقع أوليمبيديا (الإنجليزية)